# Petit velours blanc
Helichrysum arnicoides
Espèce
Le petit velours blanc (Helichrysum arnicoides) est une espèce végétale de la famille des astéracées, endémique de  l'île de La Réunion, département d'outre-mer français dans le sud-ouest de l'océan Indien.